# Герасим (митрополит Киевский)
Митрополит Герасим — епископ православной Киевской митрополии, митрополит Киевский и всея Руси в 1433—1435.

## Биография
В приписке к сборнику «Слова постнические» сообщается, что Герасим был «родом москвитин, Титов сын, Болванов внук».
В 1414 году Киевский митрополит Фотий со «священным Сбором священнейших архиепископ и епископ» выдал иеромонаху Герасиму настольную грамоту на Владимирскую и Берестейскую кафедру.
Ранее 1428 года Герасим по желанию Витовта и благословению митрополита Фотия был переведён с Владимиро-Волынской кафедры на Смоленскую. С 1417 по 1433 год — епископ Смоленский.
Воспользовавшись тем, что после смерти митрополита Фотия на Руси не было митрополита, Герасим, по собственной ли воле или по воле литовского князя Свидригайло, под властью которого находился тогда Смоленск, осенью 1433 года отправился в Константинополь просить себе сан митрополита.
Осенью следующего года он уже возвратился в митрополичьем сане. Как упоминается, он был поставлен не для одной Литвы, а «на русскую землю» и ему приписывали титул митрополита Киевского и всея Руси, а впоследствии даже Московского и всея Руси.
Новый митрополит остановился в Смоленске, не решаясь идти в Москву, так как там продолжались княжеские междоусобия. Из иерархических его действий известно только, что в 1434 году он поставил архипастыря в Новгород.
Сначала преосвященный Герасим пользовался благосклонностью князя Свидригайло, вместе с которым он замышлял принять участие в начинавшемся тогда установлении унии. Князь с особенною похвалою отзывался о своем митрополите перед папой Евгением IV и подчеркивал его усердие в намечавшемся деле. Но через некоторое время князь Свидригайло разгневался на митрополита Герасима, заподозрив его в тайной и враждебной ему переписке с другим литовским князем Сигизмундом. В результате этого Герасим был закован в тяжкие оковы и сослан в Витебск, где через четыре месяца 26 июля 1435 года был сожжён.
Расправа над митрополитом ужаснула многих западнорусских князей и заставила их отойти от знамени Свидригайла в гражданской войне 1432—1438 годов.